# Сажино (Псковская область)
Са́жино — деревня в Дедовичском районе Псковской области России.
Входит в состав Вязьевской волости.
Расположена на севере района, в 11 км к северу от райцентра, посёлка Дедовичи.

## Население
| 2001 | 2002 | 2010 |
| ---- | ---- | ---- |
| 35   | ↘26  | ↗30  |

Численность населения деревни по оценке на начало 2001 года составляла 35 жителей.